# 滝子山
滝子山（たきごやま）は、山梨県大月市にある山。二等三角点が置かれたピークの標高は1,590m。最高峰は三角点の西側にあり、1,620mという標識が立っている。通常、滝子山の山頂といえばこの最高峰を指す。

## 概要
山名は滝が多い滝子沢の源流にあたることから。麓から見ると山頂が3つ見えることから、三つ丸とも呼ばれる。丸とは古い朝鮮語で峰を指すマルに由来するとも言われる。源為朝が自害した場所という伝説をもとに、鎮西ヶ丸という山名もある。
山頂からの展望が良く、360度の眺望が魅力的である。南には三つ峠などの山々を前衛に富士山が綺麗に見えるほか、道志山塊も見える。北には大菩薩嶺などの山々、西の遠くには八ヶ岳連峰、南アルプスを眺めることができる。
山梨百名山や大月市の秀麗富嶽十二景に選定されている。

## 登山
JR中央本線笹子駅方向からの「ズミ沢」ルート及び「南稜」ルートの2つと、初狩駅から登る「檜平」ルート、また、大谷ケ丸方向からの南大菩薩縦走ルートがある。車を利用する場合も、笹子側の登山口近くに「桜公園」等の駐車可能な場所がある。
最も一般的な登山ルートは、初狩駅から檜平を経て山頂に上り、帰りはズミ沢ルートで笹子駅に降りるコースである。
- 檜平ルートは、初狩駅方向から檜平を経て山頂に至る。5,6月のツツジのシーズンは紫色のミツバツツジ、その後少し時期が遅れてヤマツツジが花を開く。

- ズミ沢ルートは、変化に富んだ沢沿いのルートで、「三丈の滝」や何段にもなってかなりの落差がある「もちガ滝」等の滝を間近に見ながら登る美しいルート。この沢は国土地理院の2万5千分1地形図では「すみ沢」と表記されている。沢沿いの崩壊地をトラバースするような箇所があり注意が必要だが、全体的には危険な箇所はなく、一般向きのルートである。

- 南稜ルート（又は寂しょう尾根ルート[3]）はズミ沢ルートと同じ道を笹子駅方向から登るが、ズミ沢ルートよりかなり手前（桜公園の少し先）を右に入ったところが登山口になる。この尾根の上部は、一部岩尾根となっており、鎖やロープが整備されてはいるものの、滑落による死亡事故も起きており、国土地理院の2万5千分1地形図にも表示されていないため、山慣れた人向きである。このルートは下部のクヌギ、コナラ、上部のリョウブ、ブナ等の落葉樹林の中に、ミツバツツジやヤマツツジの株が混じり、また、上部の岩稜には、同じツツジの仲間のサラサドウダンのほか、ヒメイワカガミの群生も見られる（開花は5月下旬くらい）。また、展望の点でも恵まれていて、上部の岩場にある鎖とロープを登りきったあたりに、松の木ごしに富士山、南アルプスを一望できる良い休憩場所があり、さらに山頂の一つ手前のピークも富士山・南アルプスの良い展望台となっている。山頂では、南アルプス方向に木が多く見えにくいので、眺望の点ではこのピークが勝っている。